# Canthon pallidus
Canthon pallidus är en skalbaggsart som beskrevs av Schmidt 1922. Canthon pallidus ingår i släktet Canthon och familjen bladhorningar. Inga underarter finns listade.